# Rete filoviaria di Filadelfia
La rete filoviaria di Filadelfia (in inglese Philadelphia trolleybus system, IPA: [ˌfɪləˈdɛlfiə ˈtrɑlibʌs ˈsɪstəm]) è la rete di filobus a servizio della città di Filadelfia, nello Stato della Pennsylvania. Si compone di tre linee gestite dalla Southeastern Pennsylvania Transportation Authority o SEPTA dal 1968.
Aperta il 14 ottobre 1923, è la seconda rete filoviaria più longeva del mondo e una delle cinque reti in attività negli Stati Uniti d'America. Nel 2015, le tre linee hanno trasportato in totale 6 449 400 passeggeri.

## La rete
La rete è attiva sette giorni su sette con frequenze variabili tra i 10 minuti e i 60 minuti.
| Linea | Percorso                                                        | Utenza giornaliera |
| ----- | --------------------------------------------------------------- | ------------------ |
| 59    | Arrott Transportation Center ↔ Oxford Avenue ↔ Bells Corner     | 4 948              |
| 66    | Frankford Transportation Center ↔ Frankford Avenue ↔ Torresdale | 10 778             |
| 75    | Arrott Terminal Station ↔ Wyoming Avenue ↔ Nicetown             | 3 804              |